# Owen Morris Roberts
Owen Morris Roberts (1832 ou 3-1896) foi um arquiteto e pesquisador galês nascido na Inglaterra  .

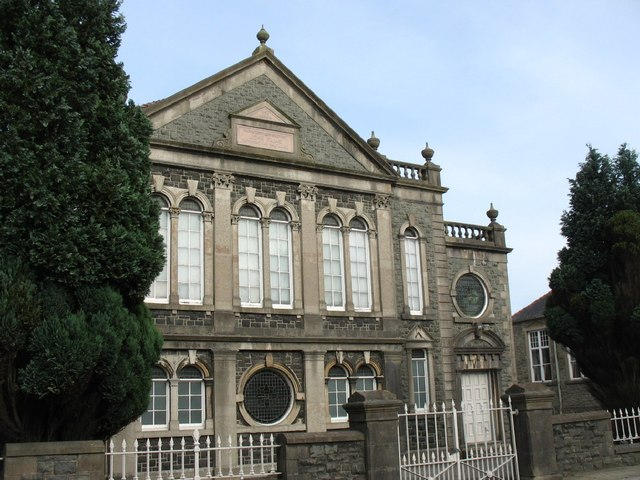
Capel Moreia, Llangefni, um design de Owen Morris Roberts

Roberts nasceu em Birkenhead, filho de Edward Roberts, um marceneiro de Porthmadog. A família retornou a Porthmadog quando Edward Roberts foi contratado na reconstrução de Capel Tabernacl na cidade. Roberts era originalmente carpinteiro de um navio, mas posteriormente assumiu o negócio de marcenaria de seu pai, estudou arte e geometria com John Cambrian Rowland  e treinou para se tornar um arquiteto. Ele passou a projetar um grande número de capelas, particularmente no norte do País de Gales,  e outros edifícios públicos.
O trabalho sobrevivente de Roberts inclui Capel Moreia, Llangefni; remodelação da agora listada Plough Lane Chapel, Brecon e a fachada inspirada pela Rundbogenstil de Capel Bach, Rhos. Ele foi responsável pela reforma de Capel Als, Llanelli. Os edifícios seculares produzidos por sua empresa incluem o Albert Hall, Llandrindod Wells. Muitas de suas capelas são de estilo italiano, ocasionalmente misturadas livremente com elementos clássicos, e muitas vezes apresentam torres de escadas.
Roberts, que era um membro proeminente do Partido Liberal e conselheiro de Merioneth, morreu em Porthmadog em 1896. Sua empresa, Owen Morris Roberts & Son, produziu outros desenhos de capelas.

## Galeria

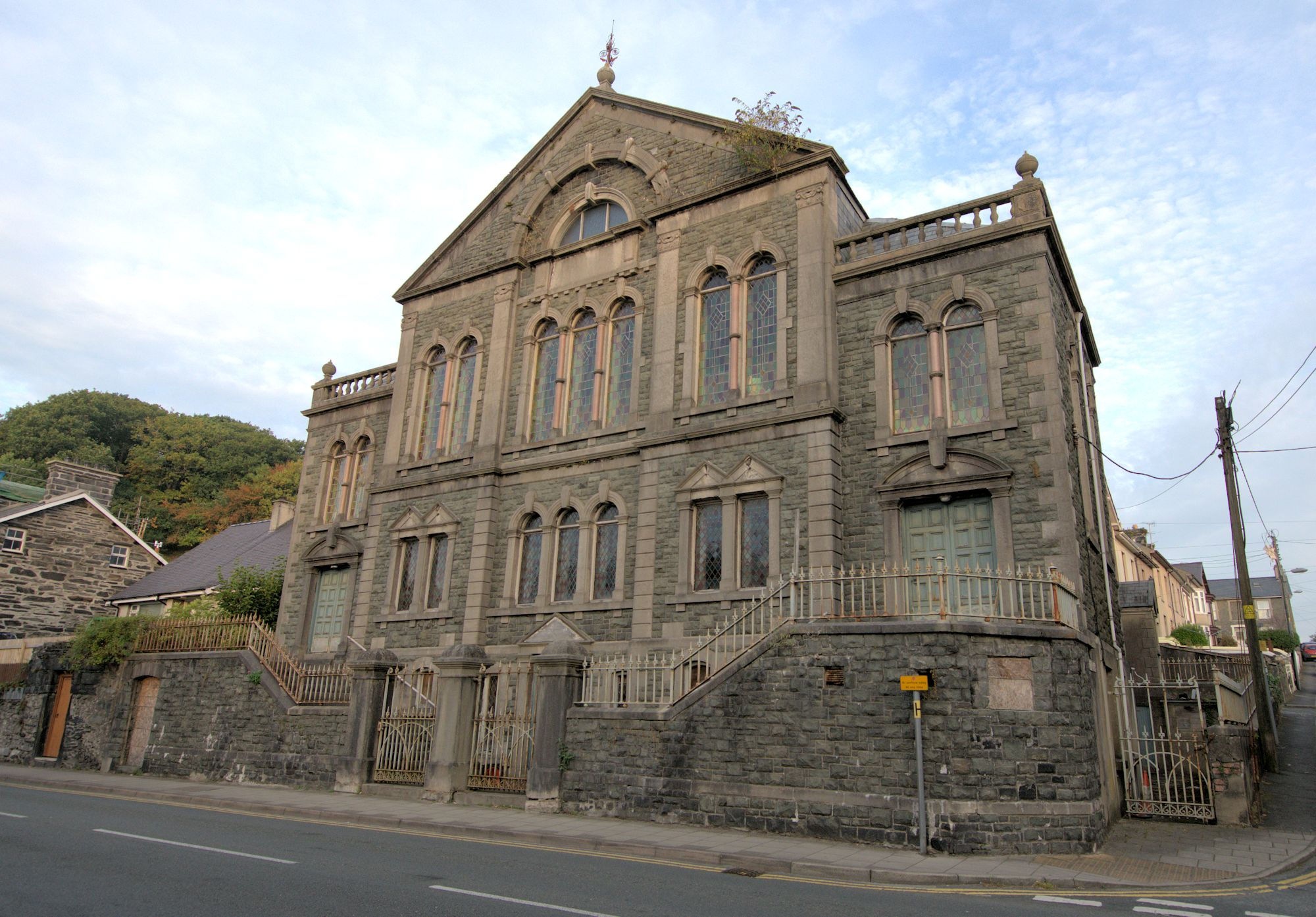
Capel y Garth, Porthmadog (1898)
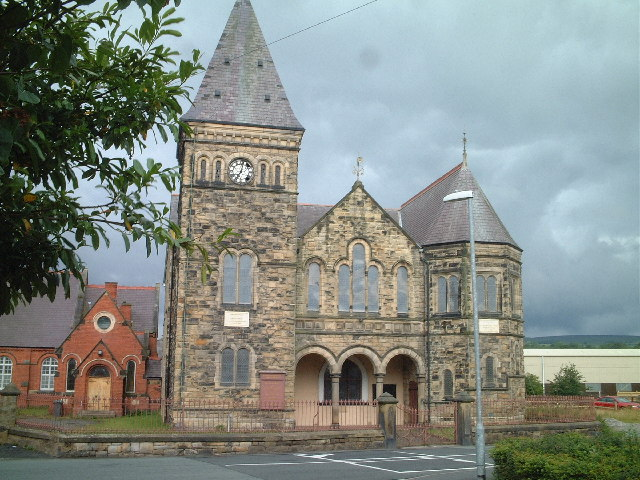
Capel Bach, Rhos; reconstruído para projetar por Roberts, 1889
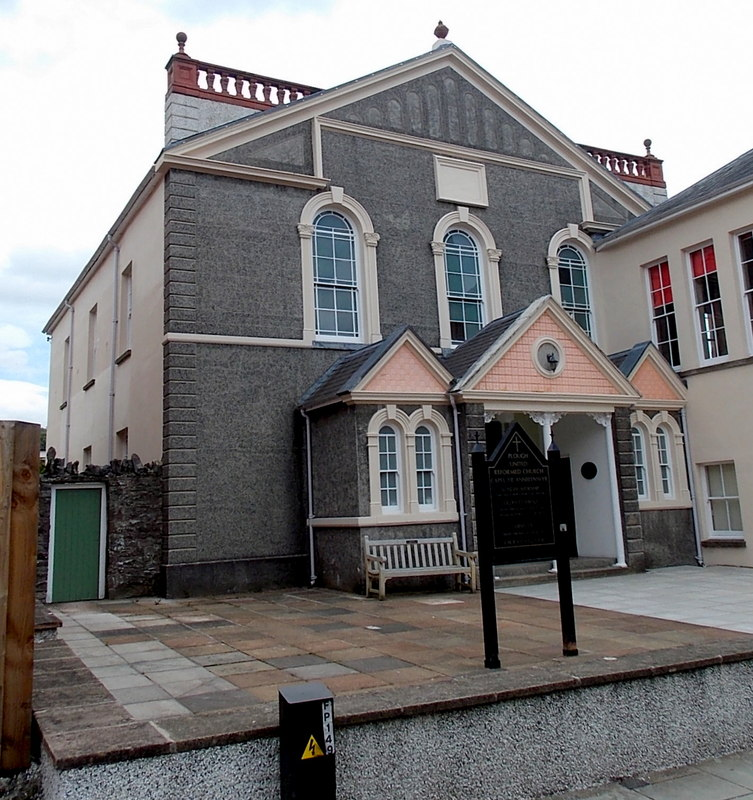
Capela Plough Lane, Brecon
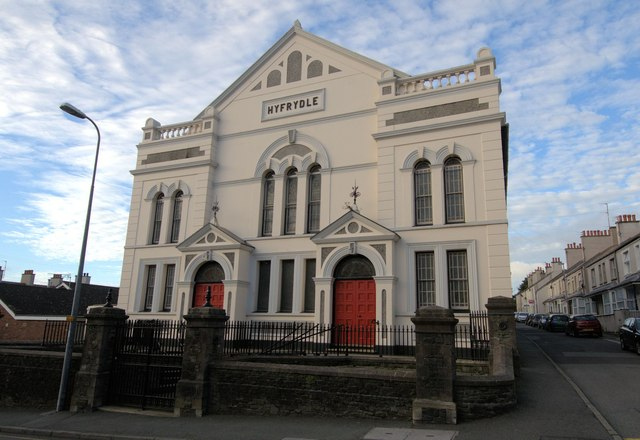
Hyfrydle, Holyhead
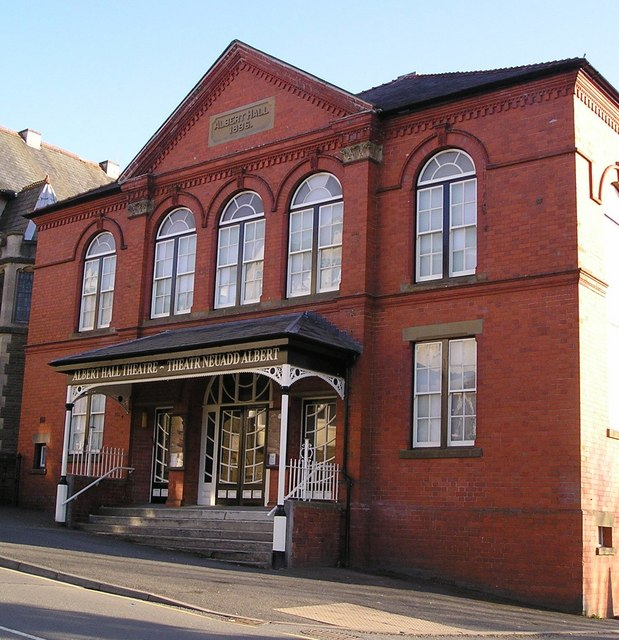
Albert Hall, Llandrindod Wells
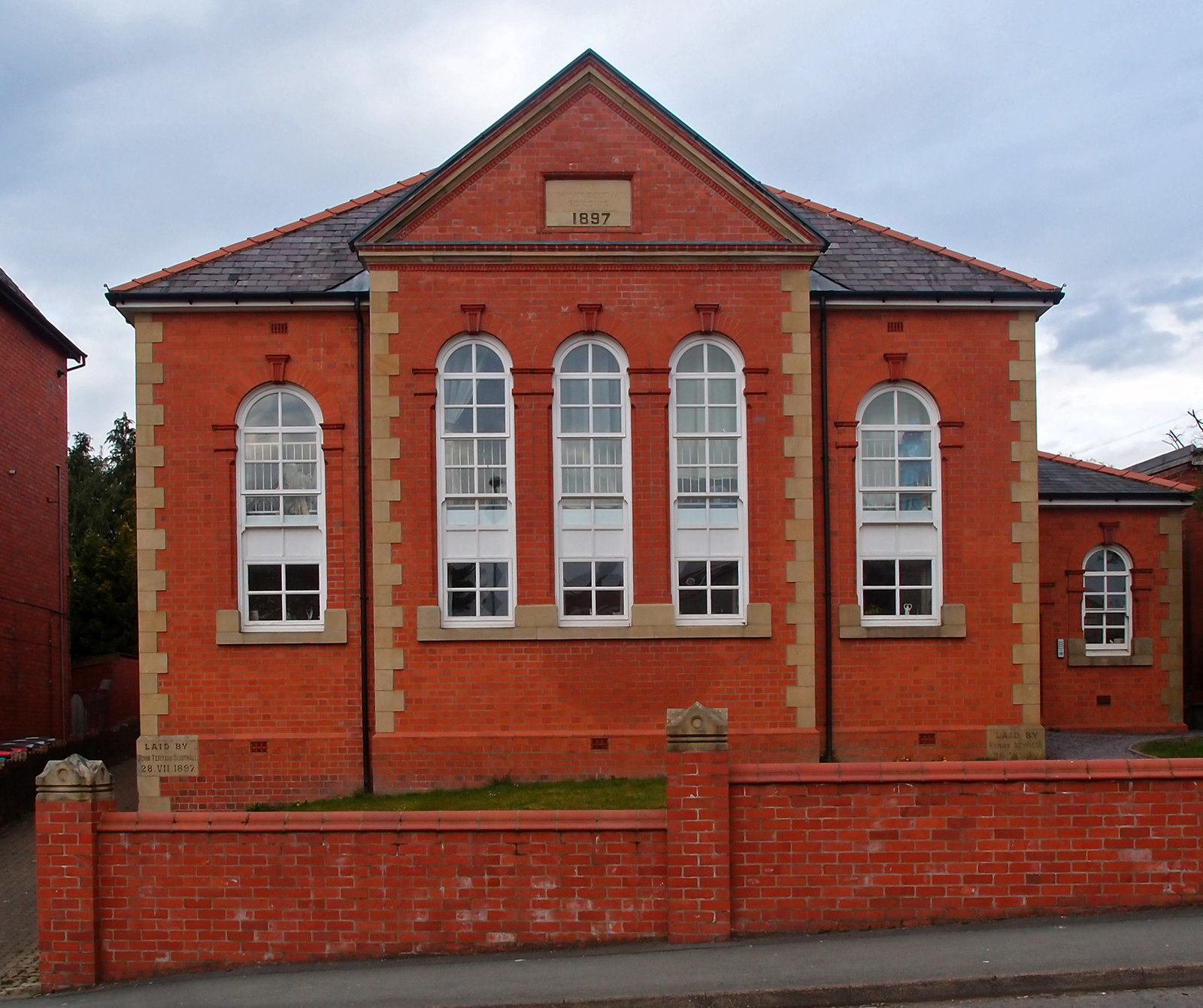
Antiga Casa de Reuniões Quaker, Llandrindod Wells (de Owen Morris Roberts & Son, 1897)
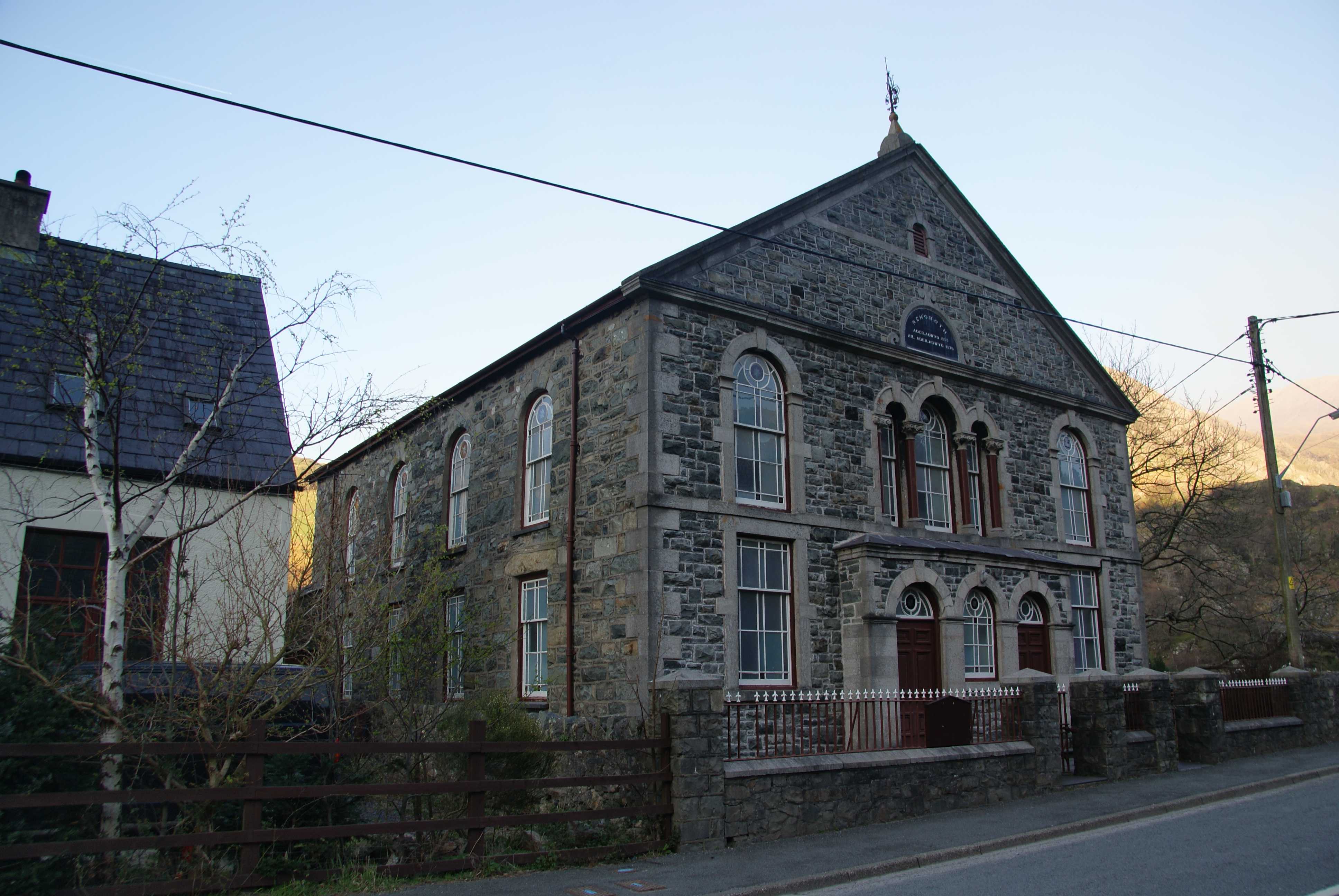
Rehoboth, Nant Peris, reconstruído por Roberts em 1876
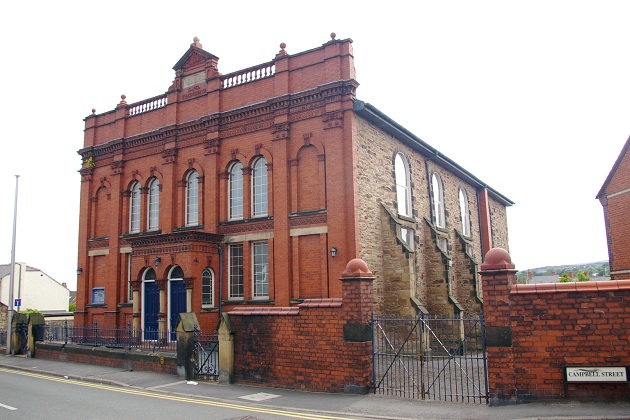
Penuel, Rhos; fachada por Roberts, 1891
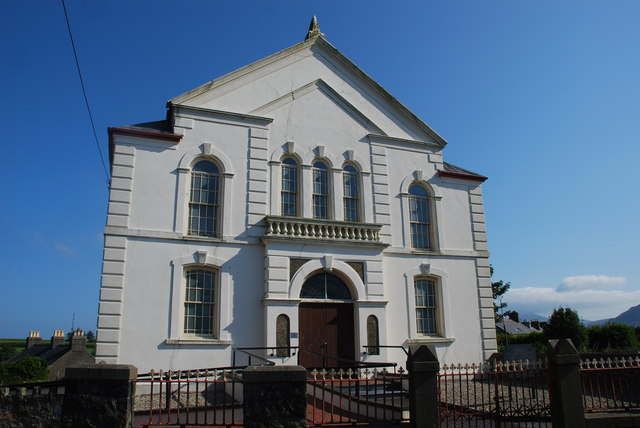
Moreia, Morfa Nefyn (1882)
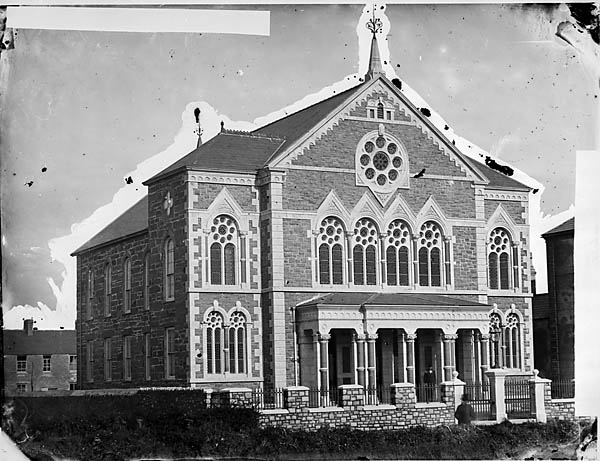
Capel Coffa Emrys, Porthmadog (1878; demolida em 1985)
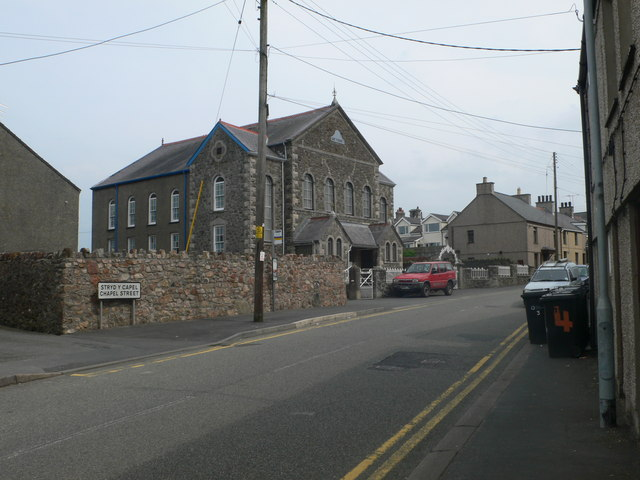
Horeb, Brynsiencyn (1881)
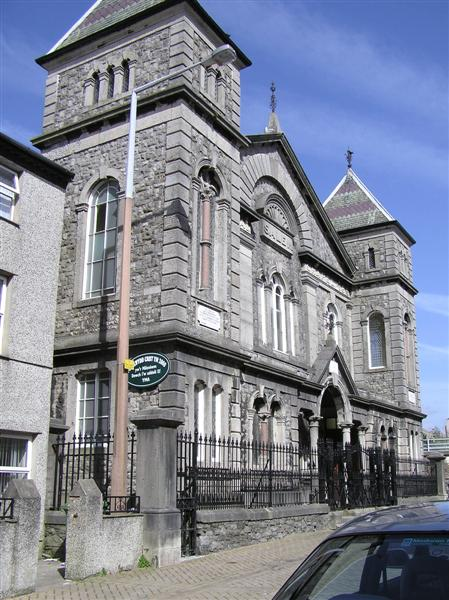
Capela Independente de Salem Welsh, Caernarfon; um projeto de Thomas Thomas ampliado e remodelado com torres de escadas ladeadas por Roberts em 1891